# Couronne civique

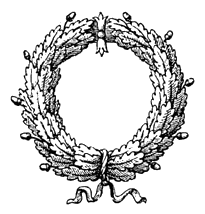
Représentation de la couronne civique (v. 1885)

La couronne civique (en latin : corona civica) est une distinction accordée, dans l'Antiquité romaine, à celui qui a sauvé la vie d'un citoyen romain en tuant son agresseur. Elle se compose de feuilles de chêne.
Dans la hiérarchie des récompenses militaires, elle occupe le deuxième rang, le premier étant dévolu à la couronne obsidionale.
Plusieurs empereurs romains, parmi lesquels Auguste, sont représentés coiffés de la couronne civique.

## Galerie

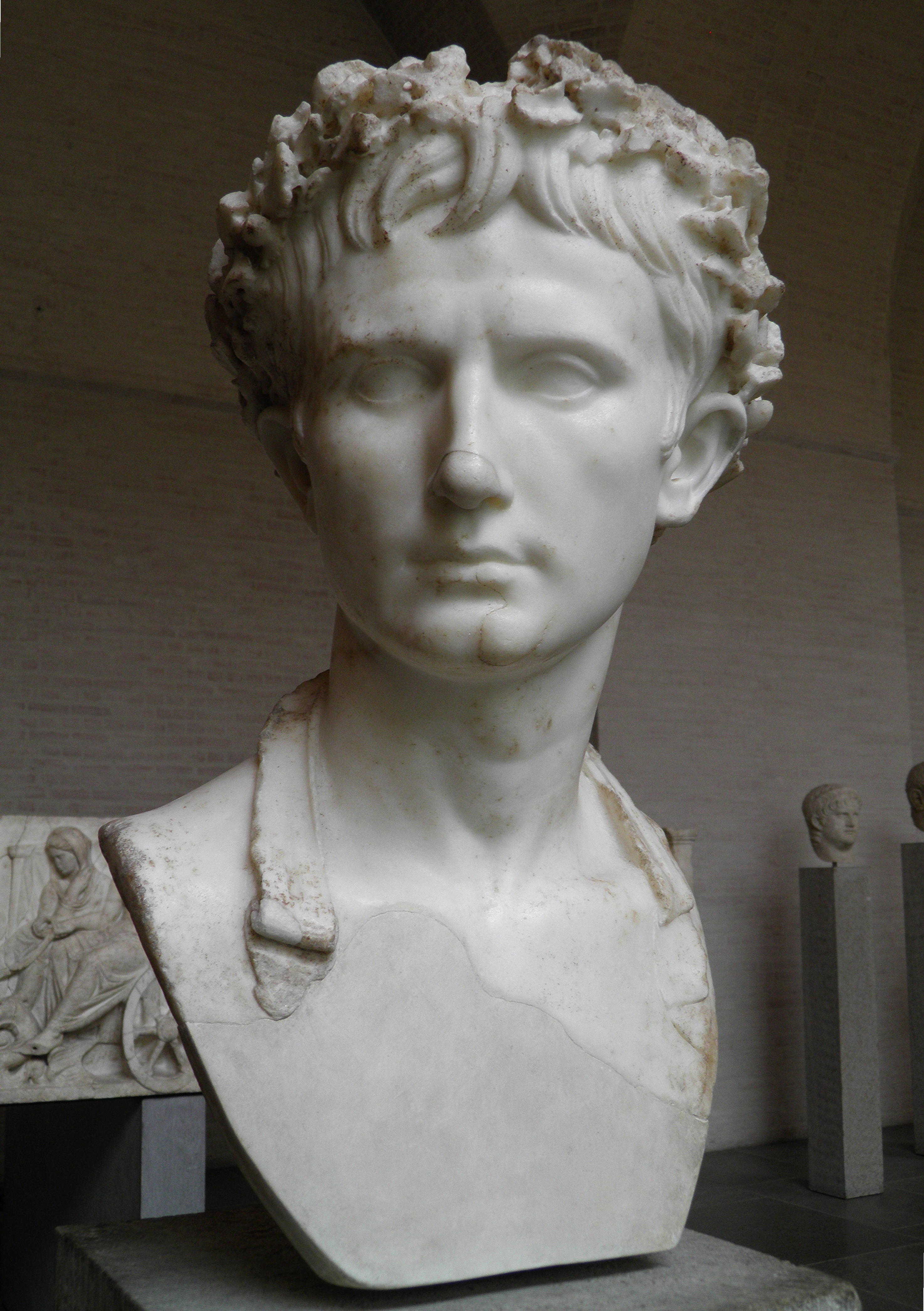
Portrait d'Auguste (Augustus Bevilacqua), Glyptothèque de Munich
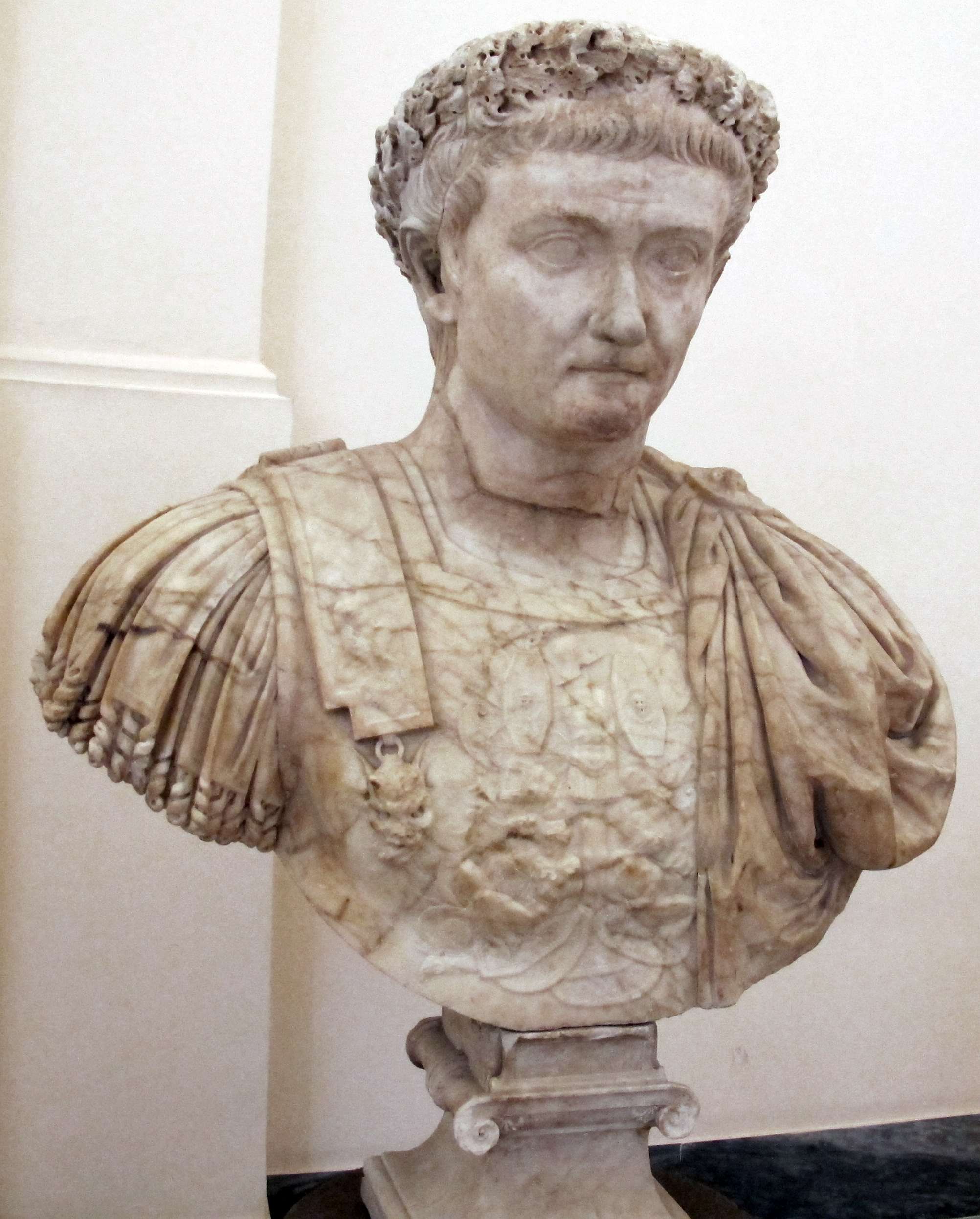
Portrait de Tibère
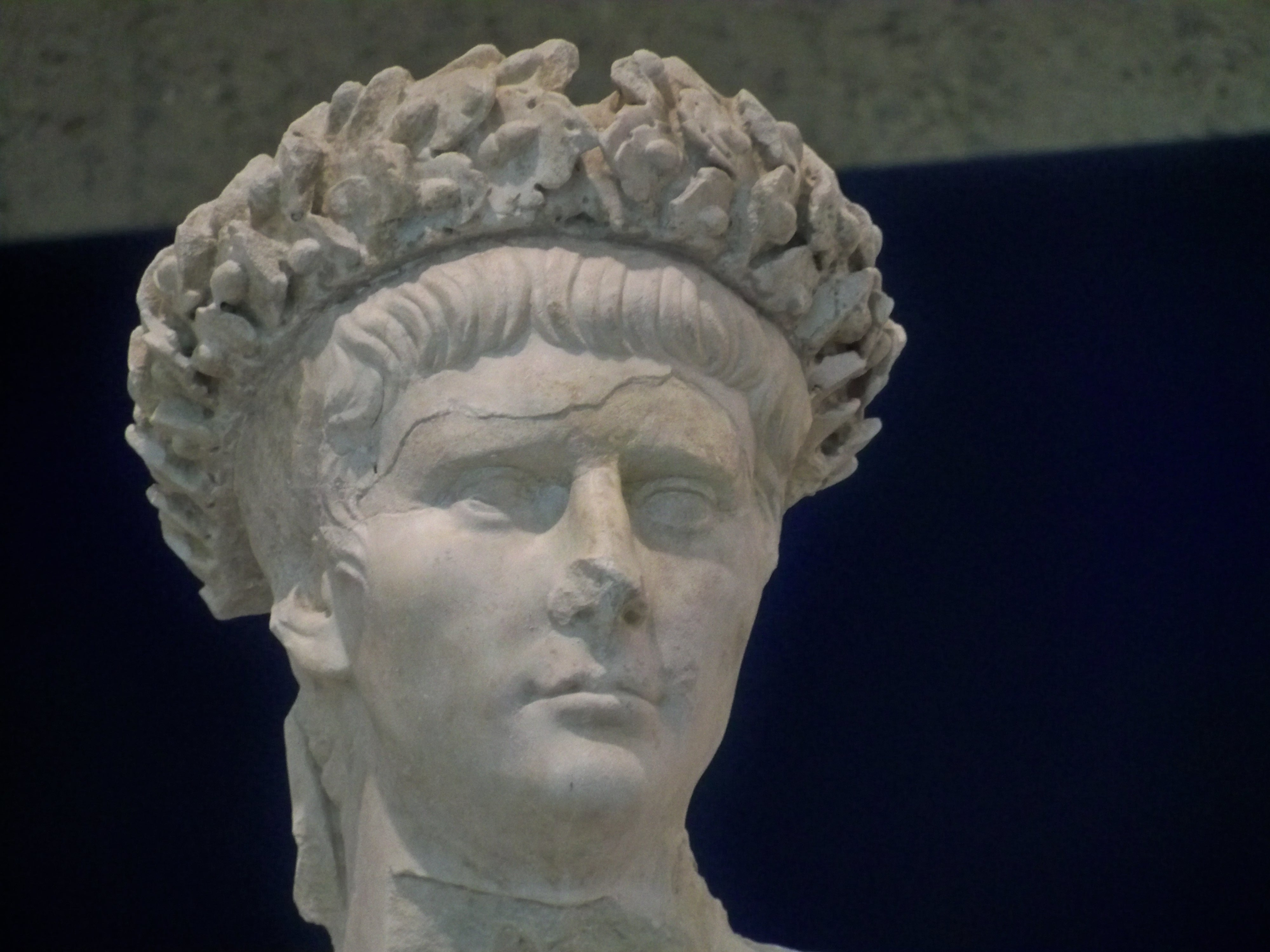
L'empereur Claude, Musée archéologique Theo-Desplans (Vaison-la-Romaine)
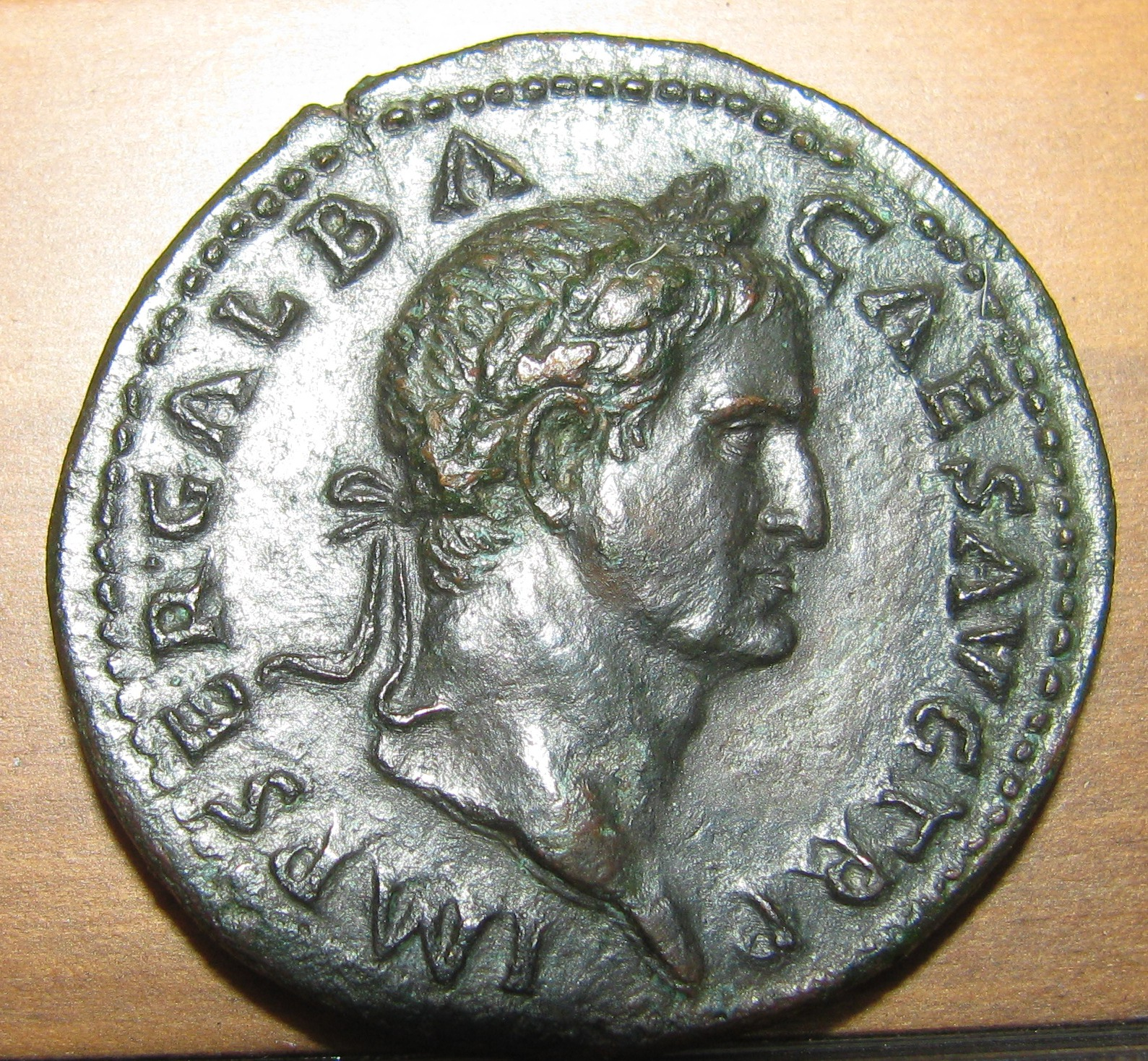
Sesterce de Galba, médaillier du musée des beaux-arts de Lyon
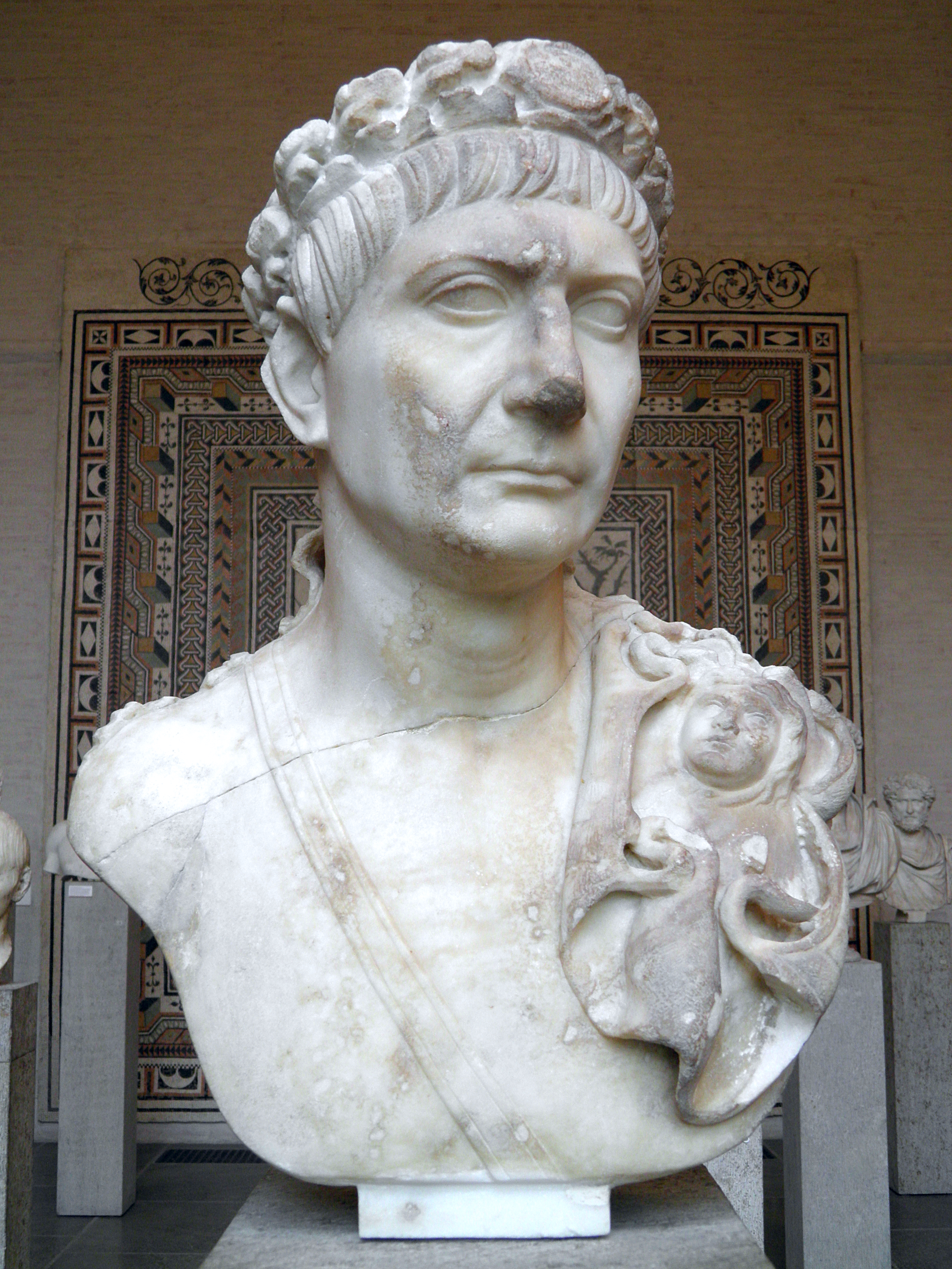
L'empereur Trajan, Glyptothèque de Munich
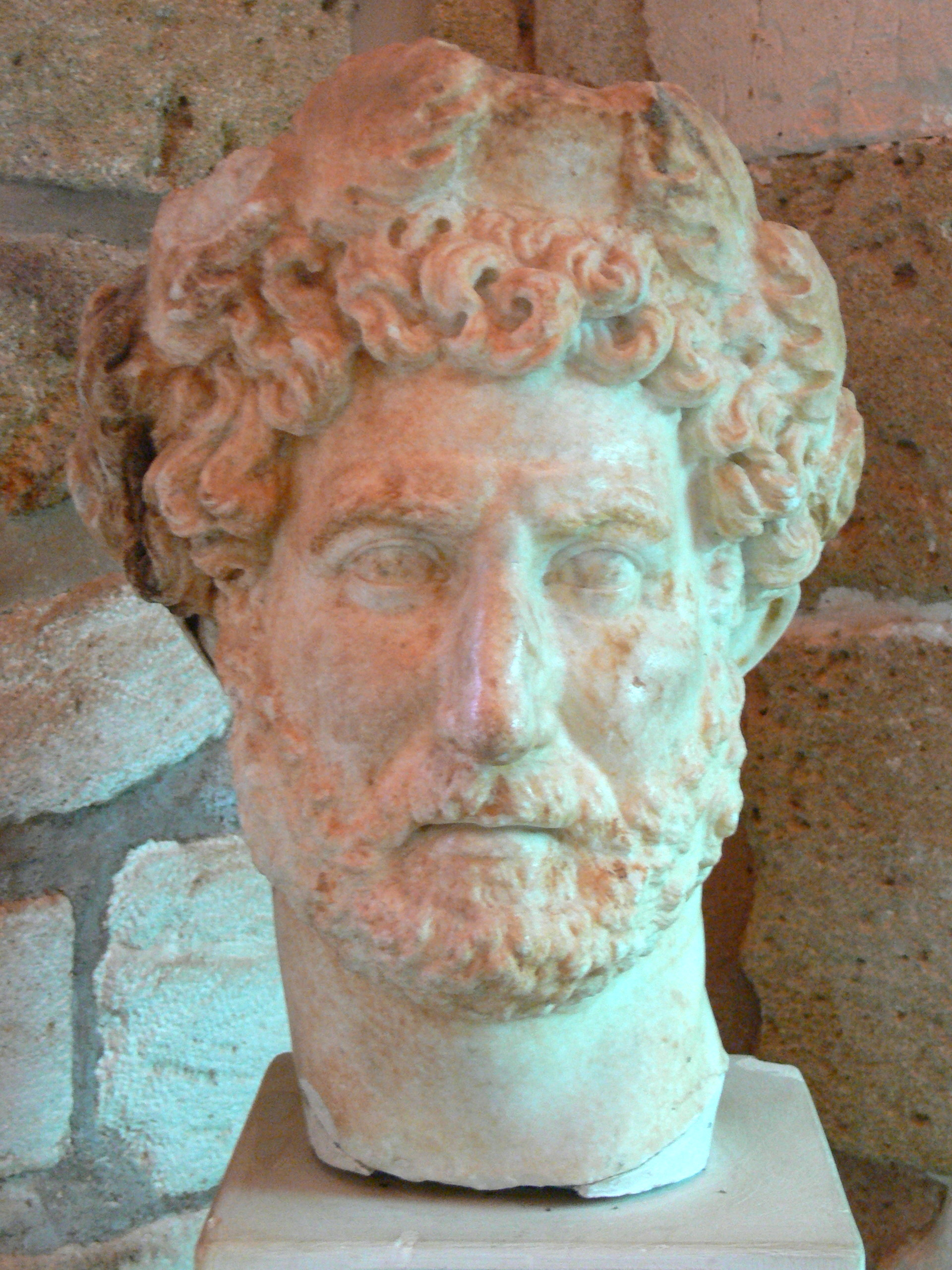
L'empereur Hadrien, Musée archéologique de La Canée (Crète)